# Bruce Smith
Bruce Bernard Smith (Norfolk, Virginia, 18 de junio de 1963), más conocido como Bruce Smith, es un exjugador profesional estadounidense de fútbol americano que se desempeñó en la posición de defensive end en la National Football League (NFL). Es miembro del Salón de la Fama del Fútbol Americano Profesional.

## Carrera
Smith jugó como profesional quince temporadas en Buffalo Bills (1985-1999), después pasó a Washington Commanders, donde jugó cuatro temporadas (2000-2003), y fue el equipo en el que se retiró.

## Reconocimiento
El 8 de agosto de 2009, ingresó como miembro al Salón de la Fama del Fútbol Americano Profesional.